# Trollveggen
El Trollveggen (en noruec, Trollveggen, literalment «el mur del Troll») és un penya-segat situat al municipi de Rauma, al comtat de Møre og Romsdal, Noruega. Forma part dels Alps de Romsdal, a la vall de Romsdal, prop d'Åndalsnes i Molde, a la costa oest del mar de Noruega.
Trollveggen és part del Parc nacional de Reinheimen. El mur del Troll és la paret de roca vertical més alta d'Europa, amb prop de 1.100 m des de la base fins al cim. El riu Rauma i la ruta europea E136 es troben just a l'est de la paret.